# Castianeira dubia (Mello-Leitão)
Castianeira dubia is een spinnensoort uit de familie van de loopspinnen (Corinnidae).
De wetenschappelijke naam van de soort werd in 1922 gepubliceerd door Cândido Firmino de Mello-Leitão. Het type is een vrouwtje uit Brazilië dat bij een brand in 2018 verloren is gegaan; het mannetje is onbekend. In 1898 had Octavius Pickard-Cambridge de naam Corinnomma dubium gepubliceerd voor een spin met een verspreiding van Mexico tot Panama. Wanneer beide soorten in het geslacht Castianeira worden geplaatst, zoals gedaan door Jonathan Reiskind in 1969, dan heeft de naam van Pickard-Cambridge prioriteit over die van Mello-Leitão, en moet voor deze soort een nomen novum worden gepubliceerd.